# Понторсон
Понторсон (фр. Pontorson) — коммуна на северо-западе Франции, находится в регионе Нормандия, департамент Манш, округ Авранш. Центр одноименного кантона. Расположена в 22 км к юго-западу от Авранша и в 60 км к северу от Ренна. На территории коммуны соединяются автомагистрали N175 и N176. В центре коммуны находится железнодорожная станция Понторсон-Мон-Сен-Мишель линии Лизон-Ламбаль.
С 1 января 2016 года в состав коммуны Понторсон вошли соседние коммуны Масе и Вессе.
Население (2018) — 4 330 человек. 

## География
В 10 км к северу от Понторсона располагается знаменитая скала-монастырь Мон-Сен-Мишель. К ней ведет автомобильная дорога и пешеходная дорожка вдоль реки Куэнон, в устье которой и находится Мон-Сен-Мишель.

## История
Понторсон расположен на территории, являвшейся исторически частью Бретани, но отошедшей к Нормандии во время регентства Авизе Нормандской. Сам Понторсон был основан в XII веке по приказу Вильгельма Завоевателя для обороны западных границ Нормандского герцогства. Здесь был выстроен мощный замок, разрушенный в 1623 году после окончания Религиозных войн по приказу Людовика XIII.

## Достопримечательности
- Церковь Норт-Дам XI-XII веков
- Вилла Байоль в стиле рококо с рокайлями
- Шато де ла Бастиль XVII-XVIII веков
- Ветряная мельница де Мудре начала XIX века, символ коммуны

## Экономика
Структура занятости населения:
- сельское хозяйство — 6,0 %
- промышленность — 1,4 %
- строительство — 6,5 %
- торговля, транспорт и сфера услуг — 28,7 %
- государственные и муниципальные службы — 57,4 %

Уровень безработицы (2018) — 13,3 % (Франция в целом —  13,4 %, департамент Манш — 10,4 %). 

Среднегодовой доход на 1 человека, евро (2018) — 20 030 (Франция в целом — 21 730, департамент Манш — 20 980).

## Демография
Динамика численности населения, чел.

## Администрация
Пост мэра Понторсона с 2020 года занимает Андре-Жан Беллуар (André-Jean Belloir). На муниципальных выборах 2020 года возглавляемый им правый список победил в 1-м туре, получив 65,41 % голосов.
| Период | Период | Фамилия           | Партия                  | Примечания                                       |
| ------ | ------ | ----------------- | ----------------------- | ------------------------------------------------ |
| 1983   | 1989   | Мишель Жюда       | Разные правые           | ветеринар, член Генерального совета департамента |
| 1989   | 1995   | Клод Менар        | Коммунистическая партия | учитель                                          |
| 1995   | 2001   | Жоэль Лероньон    | Разные правые           |                                                  |
| 2001   | 2014   | Патрик Ларивьер   | Разные левые            | фармацевт                                        |
| 2014   | 2020   | Андре Дено        | Разные правые           | пенсионер, член Совета департамента              |
| 2020   |        | Андре-Жан Беллуар | Разные правые           | управляющий конезаводом                          |

## Города-побратимы
- Хайворт, Великобритания

## Галерея

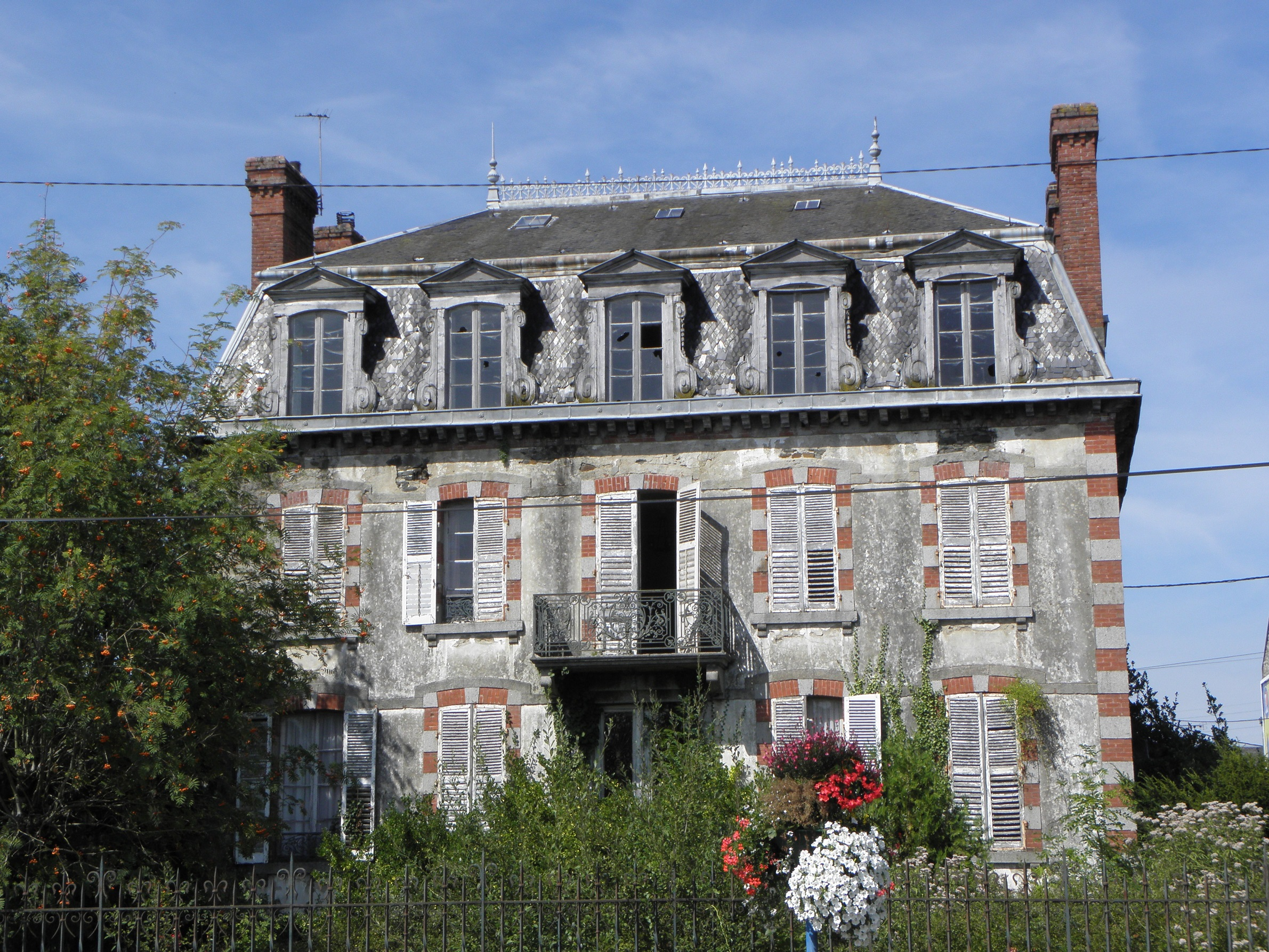
Вилла Байоль
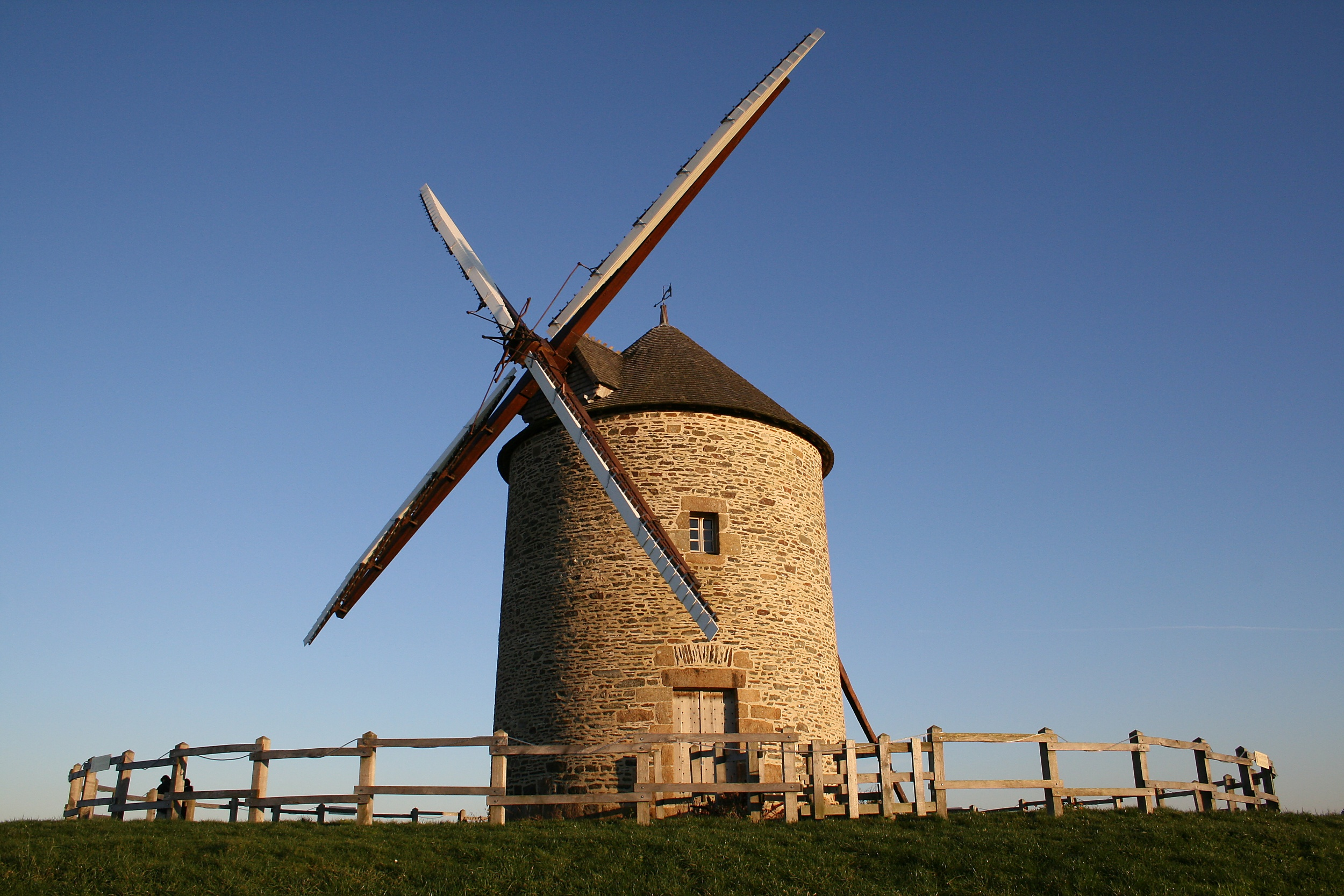
Мельница де Мудре